# Л’Остеријача (Перуђа)
Л’Остеријача је насеље у Италији у округу Перуђа, региону Умбрија.
Према процени из 2011. у насељу је живело 36 становника. Насеље се налази на надморској висини од 228 м.